# Вільям Грант Стейрс
Вільям Грант Стейрс (англ. William Grant Stairs; 1 липня 1863, Галіфакс, Нова Шотландія — 9 червня 1892, Шинде, Португальська Східна Африка) — канадський офіцер, дослідник Африки. Відіграв ключову роль під час експедиції з порятунку Емін-паші та бельгійської експедиції в Катангу.

## Біографія

### Ранні роки
Народився 1 липня 1863 року в Галіфаксі, Нова Шотландія. Був шостою дитиною в сім'ї Джона Стейрса та Мері Морроу. Його дід Вільям Мачін Стейрс був знаним у Новій Шотландії бізнесменом і політиком. Після закінчення школи Вільяма Гранта зарахували до Академії Форт-Мессі в Галіфаксі, потім до школи замку Мерчистон в Единбурзі, після чого до Королівського військового коледжу, де здобув ступінь інженера. Після закінчення коледжу працював три роки у Новозеландській тригонометричній службі. 1885 рокуприйняв пропозицію обійняти посаду офіцера-наладчика в Корпусі королівських інженерів, де дослужився до лейтенанта.

### Дослідник Африки

#### Експедиція з порятунку Емін-паші

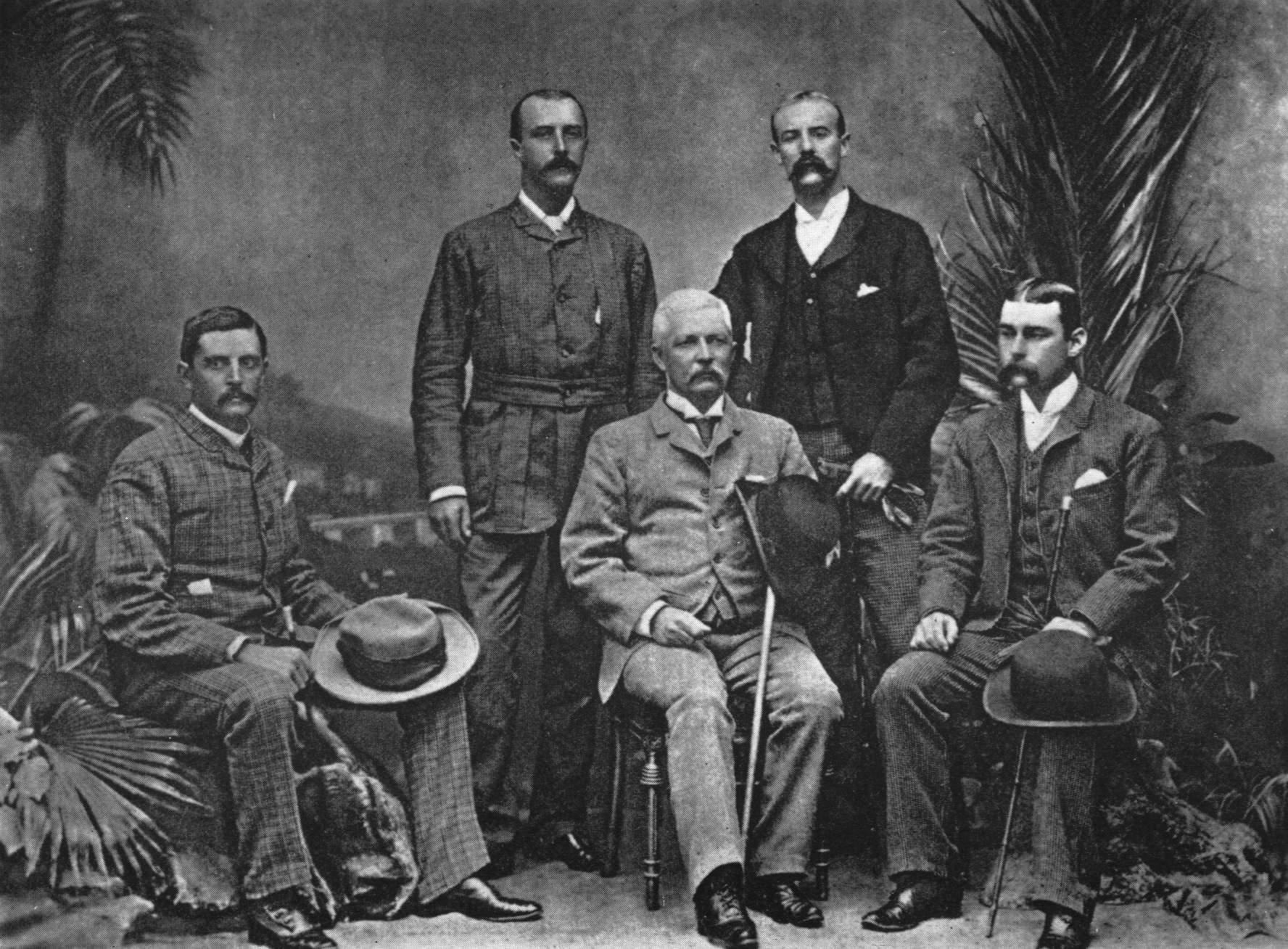
Генрі Стенлі з офіцерами Передової колони у Каїрі, 1890 рік. Зліва направо: доктор,, Генрі Стенлі, Вільям Стеарс та

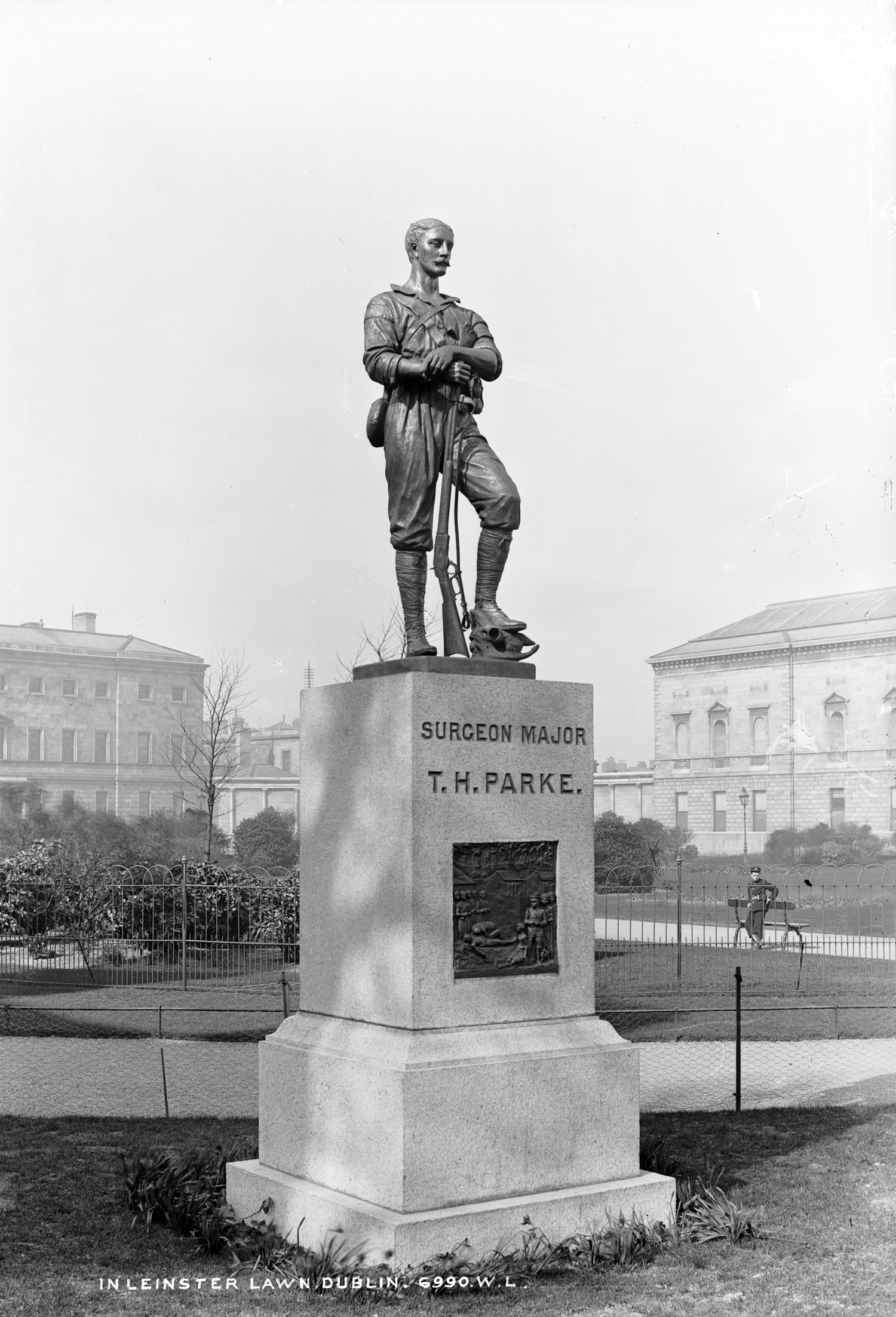
Пам'ятник майору на барельєфі якого зображено порятунок пораненого африканцями капітана Стейрса

1878 року мандрівник і дослідник Африки Емін-паша призначений губернатором провінції Екваторія. 1881 року в Судані почалося повстання Махді. 1885 повстанці взяли Хартум, і Екваторія виявилася відрізаною від зовнішнього світу. У листопаді 1886 року шотландський підприємець і філантроп Вільям Маккіннон запропонував американському досліднику Генрі Стенлі очолити експедицію з порятунку Емін-паші.
Стейрс був першим з кандидатів кого Стенлі відібрав для участі в експедиції. Отримавши відпустку на час місії, вона відплила з Лондона 20 січня 1887 року і зустріла Стенлі в Суеці 6 лютого. Експедиція стартувала з Банана в гирлі річки Конго 19 березня. 21 квітня експедиція прибула до Леопольдвіля. Через сезон дощів експедиція продовжилася лише до 3 травня. Її члени весь час страждали від нестачі продовольства — натуральне господарство не могло забезпечити їжею 1 000 осіб. Стенлі був змушений розділити експедицію на «передову колону» і «тильну колону»; остання розмістилася в Ямбуї на річці Арувімі, а передова колона рушила в Екваторію. Стейрс йшов у передовій колоні, у складі якої командував ротою занзібарців. Під час 5000-кілометрової подорожі через одну з найбільш непрохідних частин Африки, що складається з тропічних лісів і боліт, учасники експедиції страждали від малярії, дизентерії, а також постійних нападів місцевих жителів. Під час однієї з таких атак 13 серпня 1887 року Стейрса важко поранили в груди отруйною стрілою. У Дубліні на статуї майора хірурга експедиції Томаса Гізла Парка розміщена бронзова табличка, на якій зображена подія. На ній зображено як Парк витягнув стрілу, висмоктує отруту з рани. Безладні сутички з африканцями тривали до тих пір, поки експедиція не покинула зону тропічних лісів. 13 грудня експедиція досягла озера Альберта, але Емін-паші там не було, а місцеві жителі вже багато років не бачили європейців. Не зумівши роздобути каное, експедиція вирушила в Західний Ібвірі, де був побудований Форт-Бодо. 18 січня 1888 року, Стейрса відправили з сотнею чоловік в Іпото, щоб привести Нельсона, Парка і спорядження, і повернувся 12 лютого. Потім він знову попрямував назад, на цей раз в Угаровва, щоб принести ще спорядження. Тим часом 2 квітня Стенлі повернувся до озера Альберт, на цей раз принісши з собою розбірний човен «Advance». 18 квітня він отримав лист від Емін-паші, який почув про експедицію торік, і прийшов до озера в березні, дізнавшись про прибуття Стенлі. 24 травня Стенлі відправився назад в Форт-Бодо, щоб звідти привести свій ар'єргард, прибувши туди 8 червня і зустрівши Стейрса, який повернувся з Угаррови лише з 14 вижилими людьми.

Стейрс мав витримку, стійкість і завзятість. За що набув поваги до Стенлі й інших учасників експедиції. У своєму щоденнику Стенлі так описав Стейрса:

«Стейрс — військовий, офіцер, уважний, розумний, який розуміє натяк, короткий натяк, твердо схоплює ідею і реалізує її досконало.»
— 
Стейрса призначили заступником Стенлі після того, як 19 липня 1888 року одним з носіїв-африканців був убитий капітан Бартелот. 27 грудня 1888 року Стейрса відправили з авангардом з сотні аскарі озброєних гвинтівками, захопити й утримувати пором через річку Ітурі. 9 січня 1889 року всі сили перетнули річку і стали табором у селі Кандегорі на східному боці. Стейрс знову залишився командувати гарнізоном, тоді як Стенлі вирушив на пошуки Еміна-паші. Стейрс приєднався до Стенлі 18 лютого у Каваллі, куди вже прибув Емін-паша. 10 квітня експедиція у складі 1500 осіб стартувала у бік Занзібару. Під час руху колони Стейрса відправили з невеликою групою для дослідження Рувензорі (Місячної гори). Він відкрив один із витоків Нілу, річку Семлики, і став першим європейцем, який коли-небудь піднявся на Рувензорі, досягнувши висоти 10 677 футів. Однак через брак запасів повернувся назад.
4 грудня експедиція разом з Еміном досягла Багамойо й офіційно завершилася 5 грудня 1889 року.
Стенлі, який повернувся до Європи, отримав величезне суспільне визнання. Він та його офіцери отримали численні нагороди, почесні ступені та запрошення виступити з лекціями.
Після повернення до Англії лейтенант Стейрс став членом Королівського географічного товариства та Королівського шотландського географічного товариства. Був призначений ад'ютантом королівських інженерів в Олдершоті. 18 лютого 1890 року хедів Єгипту Тауфік нагородив Стейрса орденом Меджида третього ступеня.
Зусилля Стейрса було відзначено у Канаді. Комітет з пошани, створений мером Галіфакса, вручив йому меч, виготовлений у Лондоні з новошотландської сталі, а місто організувало прийом, на якому був присутній віцегубернатор з військовим оркестром.
25 березня 1891 року переведений в 41-й Валлійський полк, де отримав звання капітана.

#### Експедиція до Катанги

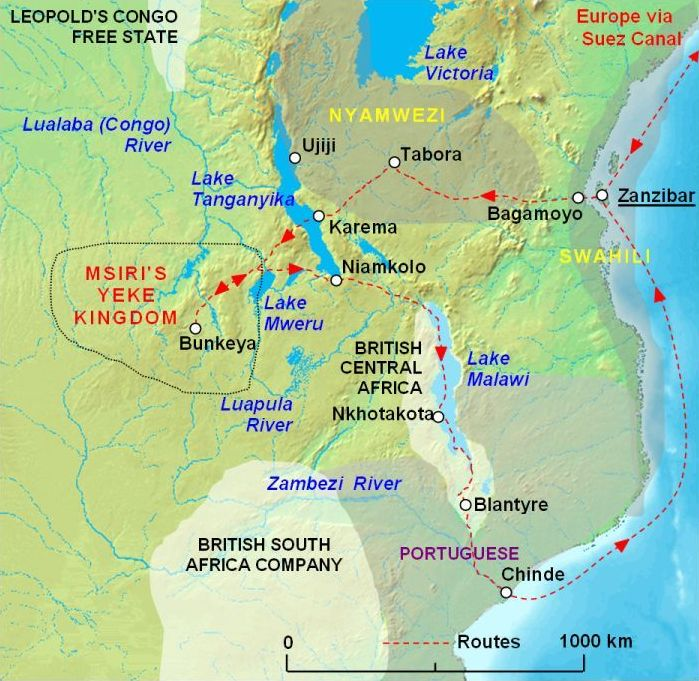
Маршрут експедиції Стейрса

В останній чверті ХІХ століття територія Конго стала об'єктом суперництва колоніальних держав. 1876 року бельгійський король Леопольд II організував під своїм головуванням Міжнародну асоціацію цілями якої декларувалися дослідження та поширення цивілізації в Центральній Африці. Під її прикриттям королівські емісари (мандрівники, офіцери, місіонери) укладали договори з вождями місцевих племен. Після цього в басейні Конго незалежним залишилося лише королівство Єке на плато Катанга. Попри те, що відповідно до рішення Берлінської конференції ця територія передавалася бельгійцям, британці намагалися встановити там свій контроль. Британська Південно-Африканська компанія направила експедицію Альфреда Шарпа з Ньясаленда до Мсірі з метою включити його землі до складу британської колоніальної імперії. Щоб не допустити цього, бельгійці вирішили відправити свою експедицію і випередити англійців.

У Бельгії мало людей, які мали досвід роботи в тропічних зонах, тому їх довелося наймати в інших країнах. За рекомендацією Стенлі для керівництва цією експедицією найняли Стейрса, який заслужив під час експедиції з порятунку Емін-паші чудову репутацію. Попри проблеми зі здоров'ям у травні 1881 року, з дозволу військового міністерства Великої Британії, Стейрс прийняв командування експедицією. У своєму щоденнику він написав:

«Я не був щасливий [в гарнізоні Королівських інженерів в Англії] у прямому розумінні цього слова. Я відчував, що моє життя минає без того, щоб я зробив щось варте. Тепер я вільно прокладаю свій шлях прибережною рівниною з більш ніж 300 людьми під моїм командуванням.»
— 
27 червня 1891 року експедиція вирушила із Занзібара на захід через Німецьку Східну Африку, пройшовши шлях довжиною 1050 км до озера Танганьїка. Після перетину озера, пройшли ще 550 км і 14 грудня 1891 року досягли Бункеї. Подорож проходила через густі ліси, болота, пустельні кам'янисті рівнини. При швидкості трохи понад тринадцять кілометрів на день експедиції знадобилося п'ять місяців, щоб досягти своєї мети.
Мсірі прийняв учасників експедиції у своїй резиденції. Бельгійці розраховували встановити контроль над королівством, поки до цього регіону не дісталися експедиції британців та португальців. Мсірі розраховував домовитися про постачання зброї та боєприпасів, необхідних для ведення подальших воєн.
Попри всі зусилля Стейрса, Мсірі відмовився визнати Леопольда своїм сюзереном і всіляко намагався затягнути переговори, даючи ухильні відповіді й обіцянки. Побоюючись, що Мсірі тягне час, чекаючи на британську експедицію, люди Стейрса підняли прапор Вільної держави Конго на найближчому до столиці пагорбі, щоб мати право першості перед британцями у разі їхнього прибуття.
Через те, що переговори зайшли в глухий кут, ситуація загострювалася. Мсірі відправив у табір бельгійської експедиції загін шпигунів, які за допомогою барабанів повідомляли дані про те, що відбувається. Очільник чекав на повернення своєї армії в кількості близько 5000 осіб, після чого планував атакувати табір експедиції.

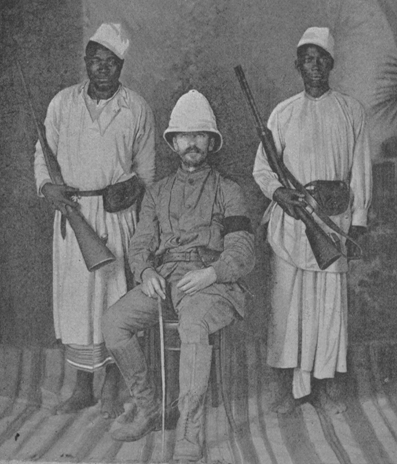
Лікар експедиції Джозеф Молоні з аскарі після закінчення експедиції на Занзібарі. Чорна пов'язка на руці Молоні одягнена на знак жалоби про капітана Стейрса

Один із офіцерів експедиції Крістіан де Боншам запропонував захопити Мсірі в полон і тримати його в заручниках, доки він не прийме їхні умови. Стейрс вирішив влаштувати засідку і спробувати заарештувати Мсірі. Близько 9 ранку він зібрав загін і попрямував до села, в якому знаходився на той момент король. О 12:10 розпочався бій між людьми Мсірі та загоном Стейрса. Під час цієї сутички, інший офіцер експедиції капітан Омер Бодсон застрелив Мсірі, але й сам був смертельно поранений. Тим часом із Бункеї наспів загін прихильників короля на чолі з його сином Муканда-Банту. Бельгійцям вдалося відбити атаку і не дати заволодіти тілом короля. За деякими даними, голову Мсірі виставили на показ, щоб усі могли переконатися в тому, що король мертвий. 30 грудня підписали договір про входження Єке до складу Вільної держави Конго.
Сезон дощів, що почався, викликав голод і епідемії, які призвели до загибелі 76 учасників експедиції. Стейрс також захворів на малярію. Наприкінці січня 1892 року на допомогу прибула експедиція на чолі з Люсьєном Біа й Емілем Франкі. Оскільки Вільям Стейрс все ще був хворий, вирішили, що капітан Біа бере на себе зміцнення контролю Вільної держави Конго над Катангою, а залишки експедиції Стейрса повернуться на Занзібар через озеро Ньяса та Замбезі.
Зворотний шлях був значно складнішим через зливи та хворих, яких доводилося нести в гамаках. Колона кілька разів зазнала нападу африканців.
Діставшись до озера Ньяса, учасники експедиції поринули на пароплав, на якому пливли Широю, а потім вниз Замбезі. 3 червня 1892 року Вільям Стейрс помер від гематуричної гарячки — важкої форми малярії — в пониззі Замбезі, незадовго до прибуття експедиції в Чинді, де його поховали на європейському цвинтарі.

## Пам'ять

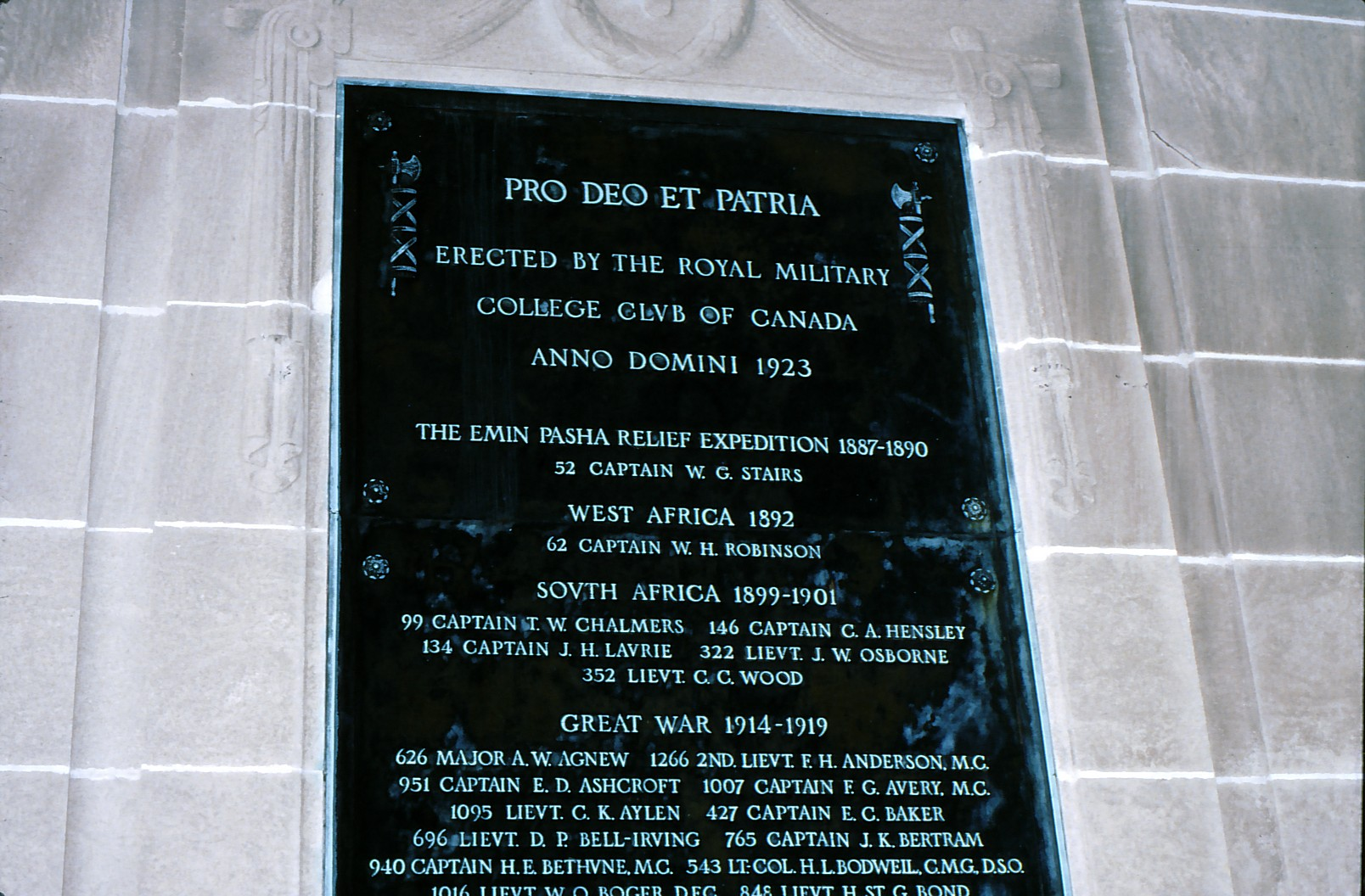
Вільям Грант Стейрс на меморіальній дошці Королівського військового коледжу Канади

Хоча Стейрс загинув під час перебування на службі у бельгійців, його подвиги були звеличені у Великій Британії. У Канаді сенатор В. Дж. Макдональд вніс «парламентську резолюцію, яка виражає задоволення мужньою поведінкою Стейрса». У Галіфаксі є вулиця його імені, також він відзначений трьома меморіальними дошками у вестибюлі будівлі Маккензі в Королівському військовому коледжі Канади, соборі Святого Георгія (Кінгстон, Онтаріо) та в Рочестерському соборі неподалік Чатема.
Колекція артефактів його африканських експедицій знаходиться у форті Фредерик, а деякі з його щоденників зберігаються у Державних архівах Нової Шотландії.
Острів Стейрс, Паррі-Саунд, Онтаріо, названий на його честь, а також Стейрс-стріт, і Стейрс-Плейс у Галіфаксі, Нова Шотландія.